# Ponte (teoria dos grafos)

Um grafo com 6 pontes (ressaltadas em vermelho)

Um grafo conexo não-orientado sem arestas de corte

Em teoria dos grafos, uma ponte (também conhecida como aresta-de-corte ou arco de corte ou um istmo) é uma aresta cuja deleção em um grafo aumenta o número de componentes conectados deste. Equivalentemente, uma aresta é uma ponte, se e somente se ela não está contida em qualquer ciclo.
Um grafo é dito ser sem ponte se ele não contém pontes. É fácil ver que isso é equivalente a 2-arestas-conectividade de cada componente não trivial.

## Conjectura do ciclo de dupla cobertura
Um importante problema aberto envolvendo pontes é a conjectura do ciclo de dupla cobertura, devido à Seymour e Szekeres (1978 e 1979, independentemente), que afirma que todo grafo sem ponte admite um conjunto de ciclos que contém cada aresta exatamente duas vezes.

## Algoritmo de pesquisa de pontes
Um algoritmo de complexidade {\displaystyle O(|V|+|E|)} para encontrar pontes em um grafo conexo foi descoberto por Tarjan em 1974.

## Algoritmo em C++
```
#include
 
<algorithm>

#include
 
<set>

#include
 
<vector>

#include
 
<cstring>

#define MAX 400

using
 
namespace
 
std
;

int
 
n
,
 
time_s
,
 
visit
[
MAX
];

vector
<
int
>
 
ADJ
[
MAX
];
 

int
 
dfs
(
int
 
u
,
 
int
 
pai
,
 
vector
<
pair
<
int
,
int
>
 
>&
 
ans
){
  

    
int
 
menor
 
=
 
visit
[
u
]
 
=
 
time_s
++
;

    
int
 
filhos
 
=
 
0
;

    
for
(
int
 
i
 
=
 
0
;
 
i
<
ADJ
[
u
].
size
();
 
i
++
){

       
if
(
visit
[
ADJ
[
u
][
i
]]
==
0
){

          
filhos
++
;

          
int
 
m
 
=
 
dfs
(
ADJ
[
u
][
i
],
 
u
,
 
ans
);

          
menor
 
=
 
min
(
menor
,
m
);

          
if
(
visit
[
u
]
<
m
){

              
ans
.
push_back
(
make_pair
(
u
,
 
ADJ
[
u
][
i
]));

          
}

       
}
else
 
if
(
ADJ
[
u
][
i
]
!=
pai
){

          
menor
 
=
 
min
(
menor
,
 
visit
[
ADJ
[
u
][
i
]]);

       
}

    
}
 

    
return
 
menor
;
      

}

vector
<
pair
<
int
,
int
>
 
>
 
get_articulacoes
(){

    
vector
<
pair
<
int
,
int
>
 
>
 
ans
;

    
time_s
 
=
 
1
;

    
memset
(
visit
,
 
0
,
 
n
*
sizeof
(
int
));

    
dfs
(
0
,
-1
,
ans
);

    
return
 
ans
;

}

```

Definições:
Uma aresta não-árvore entre {\displaystyle v} e {\displaystyle w} é denotada por {\displaystyle v--w}. Uma aresta em-árvore com {\displaystyle v} como pai é denotada por {\displaystyle v\to w}.
{\displaystyle ND(v)=1+\sum _{v\to w}ND(w)} onde {\displaystyle v} é o nodo pai de {\displaystyle w}.
{\displaystyle L(v)=\min(\{v-ND(v)+1\}\cup \{L(w)\mid v\to w\}\cup \{w\mid v--w\})}
{\displaystyle L} detecta conexões para nós mais à esquerda ou mais para baixo na árvore.
{\displaystyle H(v)=\max(\{v\}\cup \{H(w)\mid v\to w\}\cup \{w\mid v--w\})}
{\displaystyle H} detecta conexões para nós mais à direita ou mais para cima na árvore.
Algoritmo:
1. Encontre uma árvore de extensão mínima de {\displaystyle G}
2. Crie uma árvore enraizada {\displaystyle T} a partir da árvore de extensão mínima
3. Atravesse a árvore {\displaystyle T} em pós-ordem e numere os nodos. Nodos pai na árvore agora tem números mais altos do que os nodos filho.
4. Para cada nodo de  1 a {\displaystyle v_{1}} (o nodo raiz da árvore) faça:
  1. Calcule o número de descendentes {\displaystyle ND(v)} para este nodo.
  2. Calcule {\displaystyle L(v)} e {\displaystyle H(v)}
  3. para cada {\displaystyle w} tal que {\displaystyle v\to w}: se {\displaystyle H(w)\leq w} e {\displaystyle L(w)>w-ND(w)} então {\displaystyle (v,w)} é uma ponte.

## Arco de corte em árvores
Uma aresta ou arco e = uv de uma árvore G é um arco de corte de G se e somente se o grau dos vértices u e v são maiores do que 1. 
Arcos de corte são também definidos para grafos orientados 